# 蒙茅斯章克申 (新澤西州)
蒙茅斯章克申（英語：Monmouth Junction）是位於美國新澤西州米德爾塞克斯縣的普查規定居民點。

## 人口
根據2020年美國人口普查的數據，蒙茅斯章克申的面積為11.41平方千米，當中陸地面積為11.35平方千米，而水域面積為0.07平方千米。當地共有人口8895人，而人口密度為每平方千米779.58人。